# Dyschoriste quadrangularis
Dyschoriste quadrangularis är en akantusväxtart som först beskrevs av Oersted, och fick sitt nu gällande namn av Carl Ernst Otto Kuntze. Dyschoriste quadrangularis ingår i släktet Dyschoriste och familjen akantusväxter. Inga underarter finns listade i Catalogue of Life.